# Jabłońskie (Varmia y Masuria)
Jabłońskie [pronunciación en polaco: /jaˈbwɔɲskʲɛ/] (en alemán: Jeblonsken) es un pueblo en el distrito administrativo de Gmina Gołdap, dentro del Distrito de Gołdap, Voivodato de Varmia y Masuria, en el norte de Polonia, cercano a la frontera con el Óblast de Kaliningrad de Rusia. Se encuentra aproximadamente 7 kilómetros al sudoeste de Gołdap y 127 kilómetros al noreste del regional capital Olsztyn.
Antes de 1945 el área era parte de Alemania (Prusia Oriental).